# Bruchela cana
Bruchela cana é uma espécie de insetos coleópteros polífagos pertencente à família Anthribidae.
A autoridade científica da espécie é Kuster, tendo sido descrita no ano de 1848.
Trata-se de uma espécie presente no território português.